# Бони Лейк
Бони Лейк (на английски: Bonney Lake) е град в окръг Пиърс, щата Вашингтон, САЩ. Бони Лейк е с население от 9687 жители (2000) и обща площ от 14,3 km². Намира се на 175 m надморска височина. ЗИП кодът му е 98391, а телефонният му код е 253.